# 張姓
張是漢族姓氏之一，在《百家姓》中排第24位。張姓是中國大陸第三大姓，有8480萬人，占全國总人口的7.07%，張姓是全球華人十大姓之一，為世界最大的三個同姓人群之一，也是上海市的第一大姓。
张姓起源于长姓，张字和长字在战国以前互为通假，“张”姓在春秋之前，并不是写作“张”，而是“长”。历史上张姓有商朝至西周初年的方国“长国”和十六国政权之一的“前凉”两个政权，其中在河南鹿邑县太清宫隐山长子口大墓是比诸侯级别高的南北两个墓道的中字型大墓，根据礼制，天子用方鼎，诸侯用圆鼎，而在长子口大墓出土是方鼎，证明长国君主级别比诸侯高，河东“解邑张城”（今山西运城临猗县西）。春秋时晋国是张姓发展历史上最重要的地区，河东“解邑张城”是张姓重要的聚集地和发祥地，古张城在今山西临猗西的黄河东岸。张氏世代事晋，晋灭后事韩。张老、张侯（即解张）均是晋国的大夫，张老的后代韩国贵族张良成为汉朝开国第一功臣，解张也被一部分张姓后裔奉为先祖，现张姓后人分布于世界各地。
由於在標準漢語及多種漢族語言中，張的發音近似其它姓（章姓、仉姓等），為了區別清楚，張姓多以「弓長張」作為強調。

## 來源
- 黄帝的孫子（一说为第五子）名挥，官為弓正（監管製造弓箭的官），观弧星，始制弓矢，主祀张星，因姓张氏，其後裔居於尹城青陽郡（今河北清河，或說山西太原），是為清河張氏。[4]
- 源自长姓，张字和长字在战国以前互为通假，“张”姓在春秋之前，并不是写作“张”，而是“长”。[5]
- 出自春秋時期，源自解姓。晉國大夫解張，子孫以「張」為氏。而三家分晉後，此支張氏後代分居韓國、趙國、魏國[來源請求]
- 源自聶姓，三國曹魏名將張遼原姓聶，先人為西漢山西馬邑巨商聶壹，曾獻計漢武帝於馬邑圍捕匈奴軍隊。
- 滿族、蒙古族、藏族、壯族、苗族、瑤族、黎族、阿昌族、納西族、傈僳族等少數民族均有改張姓者，臺灣原住民亦不乏用張姓之人。

## 郡望
- 安定张佾，郡望安定郡
- 敦煌张氏，郡望敦煌郡，敦煌郡为漢武帝從酒泉郡分置。在今甘肅省河西走廊西端。
- 武威张氏，郡望武威郡，武威郡为西漢置。相當於今甘肅省黃河以西，武威以東地區。
- 清河张氏，郡望清河郡，清河郡为漢高帝置。相當於今河北省清河至山東省臨清。
- 范阳张氏，郡望范阳郡。范阳郡为三國时曹魏改涿郡為范陽郡，在今河北省涿縣及北京市昌平縣，房山縣一帶。
- 南阳张氏，郡望南阳郡，南阳郡为戰國時秦置。相當於今河南省南陽市一帶。
- 吴郡张氏，郡望吴郡，吴郡为漢末年分會稽郡置。在今江蘇省長江以南一帶。治所吳縣，即今江蘇省蘇州市。

## 拉丁字母转写
以Zhang（漢語拼音）、Chang（威妥瑪拼音）與Cheung（粵語拼音）等最為常見。而在澳門、新加坡、馬來西亞多有Chong 、Cheong、Teoh （潮州人）、Teo（閩南語)、Tiong（福州語)、Diong、Deong（福州语）和Chou（日語），其中ou為o的長音。

## 延伸阅读
[在维基数据编辑]
 《百家姓》
 《欽定古今圖書集成·明倫彙編·氏族典·張姓部》，出自陈梦雷《古今圖書集成》

## 外部連結
- 黃帝祠-百家姓
- （简体中文）中華張姓網 （页面存档备份，存于）
- （简体中文）张姓全球网络 （页面存档备份，存于）
- （简体中文）中国姓氏排行(2007年4月24日) （页面存档备份，存于）
- （简体中文）中国姓氏排行 (2006年11月)